# Eddie Arcaro
George Edward Arcaro, né à Cincinnati le 19 février 1916 et mort à Miami le 14 novembre 1997 est un jockey américain. Membre du Hall of Fame des courses américaines et le plus titré des jockeys dans les classiques, il est le seul jockey à avoir remporté deux fois la Triple Couronne américaine, avec Whirlaway et Citation.

## Carrière de course

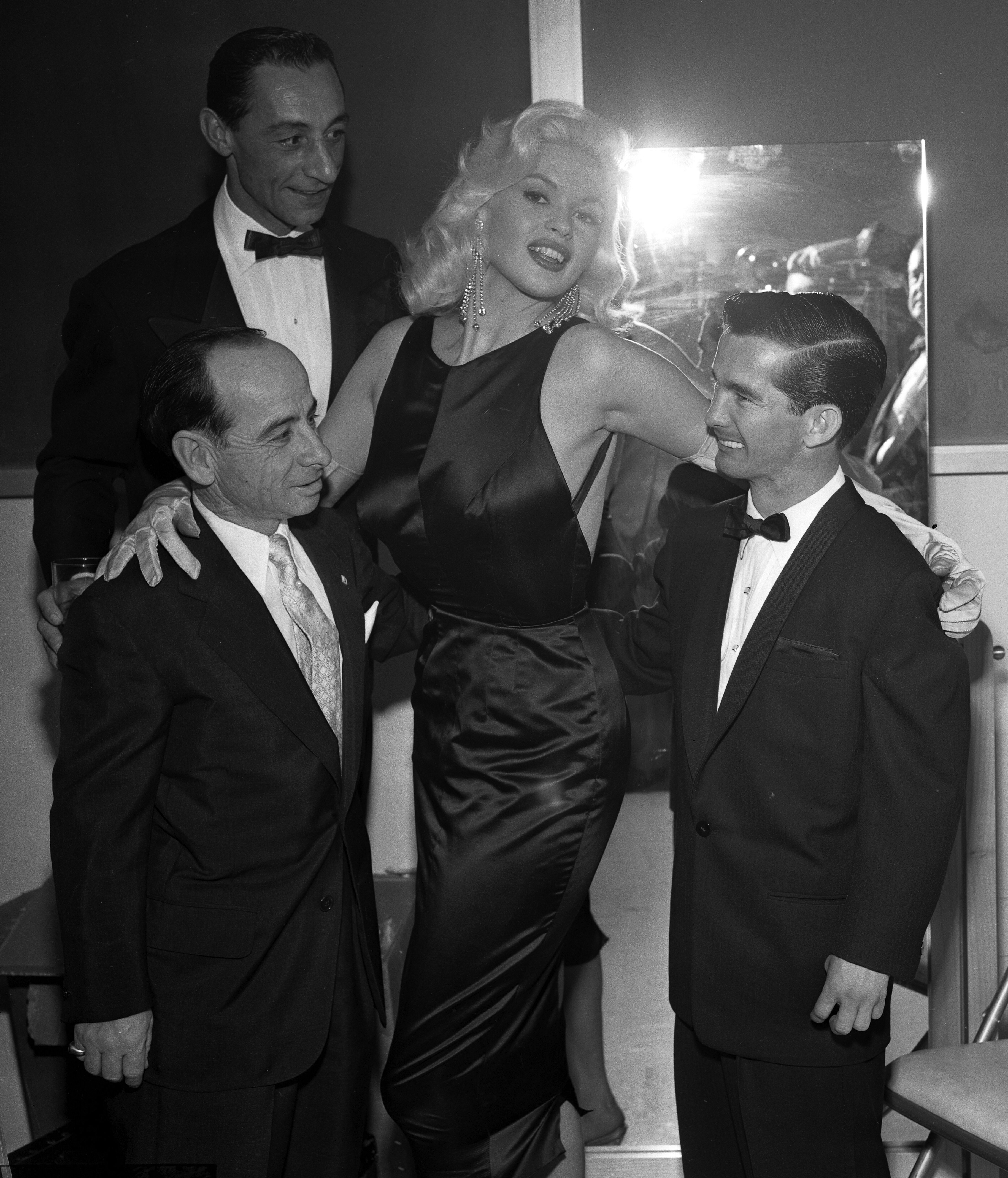
Jayne Mansfield entourée des jockeys Johnny Longden, Eddie Arcaro et Bill Shoemaker en 1957

Fils d'un couple d'immigrés italiens, né d'un père chauffeur de taxi et trafiquant d'alcool durant la prohibition, Eddie Arcaro est un bébé prématuré, pesant 1,5 kilos à la naissance et il ne dépassera 1,57 mètre. Parfois surnommé "Banana Nose" en raison de son proéminent appendice nasal, mais aussi et avec davantage de déférence "The Master" pour ses talents de cavalier et son sens du rythme, il quitte l'école à 13 ans et remporte sa première course à 16 ans, le 14 janvier 1932, sur l'hippodrome d'Agua Caliente à Tijuana, au Mexique. Suivront 4 778 succès en 24 092 courses, et des gains qui s'élèvent à plus de 30 millions de dollars. Il remporte son premier classique en 1938, le Kentucky Derby, en selle sur Lawrin, et gagne deux ans plus tard le premier de ses six titres de champion jockey par les gains (1940, 1942, 1948, 1950, 1952, 1958). 
Souvent en rivalité avec Bill Shoemaker, qui avec Swaps, le priva d'une Triple Couronne dans le Derby 1955, et avec Bill Hartack, avec qui il partage le record du nombre de victoires dans le Kentucky Derby, il est le jockey ayant remporté le plus d'épreuves de la Triple Couronne américaine, avec 17 succès :
- Kentucky Derby : Lawrin (1938), Whirlaway (1941), Hoop, Jr. (1945), Citation (1948), Hill Gail (1952).
- Preakness Stakes : Whirlaway (1941), Citation (1948), Hill Prince (1950), Bold (1951), Nashua (1955), Bold Ruler (1957)
- Belmont Stakes : Whirlaway (1941), Shut Out (1942), Pavot (1945), Citation (1948), One Count (1952), Nashua (1955)

Whirlaway et Citation lui offrent à deux reprises la Triple Couronne américaine, fait unique dans l'histoire des courses, et il fut pendant deux saisons le partenaire de Kelso, l'un des plus grands champions de l'histoire des courses. Eddie Arcaro a inscrit à son palmarès les plus grandes courses américaines, dont la Jockey Club Gold Cup à dix reprises, neuf fois les Wood Memorial Stakes, huit fois le Suburban Handicap, six fois les Withers Stakes, six fois les Futurity Stakes, quatre fois les Kentucky Oaks, etc. En 1953 il reçoit le George Woolf Memorial Jockey Award, et en 1958 il est introduit au Hall of Fame des courses américaines. Il a participé activement à la création de la Guilde des jockeys, qu'il a présidée de 1949 à 1962. 

## Retraite
Eddie Arcaro prend sa retraite en 1962, diminué par un hygroma au bras. Il commente un temps les courses pour CBS et ABC et travaille dans les relations publiques pour le Golden Nugget Casino à Las Vegas, avant de se retirer en Floride tout en faisant de la réclame pour les voitures Buick, avec le célèbre slogan "If you price a Buick, you'll buy a Buick". 
Eddie Arcaro s'éteint en 1997, à 81 ans. 